# 史蒂芬·巴塞特
史蒂芬·巴塞特（英語：Stephen Bassett）是一名美國說客，「範式研究小組」（PRG）的創始人和現任執行董事，力圖遊說美國政府承認存在外星生命並解密相關資訊。

## 生平
巴塞特擁有埃克德學院的物理學學位。
1996年，巴塞特成為一名註冊說客，並移居華盛頓特區，成立了「範式研究小組」（Paradigm Research Group，縮寫：PRG）。1999年7月13日，成立了「地外現象政治行動委員會」（Extraterrestrial Phenomena Political Action Committee）。巴塞特被媒體稱為是美國唯一有關不明飛行物/外星生命議題的註冊說客。
曾擔任前鳳凰城市議員法蘭西絲·艾瑪·巴伍德1998年競選亞利桑那州州務卿的競選主任。
2002年，巴塞特以獨立人士身分參選馬里蘭州第八國會選區的眾議員席位，雖然他成功徵集了超過五千個聯署簽名、獲得登上選票的資格，但被民調所忽略，也未能參與辯論。
2013年，範式研究小組在華盛頓特區舉辦了名為「公民揭秘聽證會」的模擬聽證會，以每人2万美元的酬勞邀请了6位美国前议员參與。包括斯坦頓·弗里德曼在內的來自世界各地的UFO研究者在該次聽證會上作證。

## 外部連結
- 範式研究小組官網 （页面存档备份，存于） （英文）
- 史蒂芬·巴塞特的X（前Twitter） （英文）
- 史蒂芬·巴塞特在互联网电影资料库（IMDb）上的資料（英文）